# Station Ilkley
Ilkley is een spoorwegstation van National Rail in Bradford in Engeland. Het station is eigendom van Network Rail en wordt beheerd door Northern Rail. 